# رائول گارسیا (بازیکن فوتبال زاده ۱۹۸۹)
رائول گارسیا (انگلیسی: Raúl García؛ زادهٔ ۳۰ آوریل ۱۹۸۹) بازیکن فوتبال اهل اسپانیا است.
از باشگاه‌هایی که در آن بازی کرده‌است می‌توان به باشگاه فوتبال دپورتیوو آلاوس، باشگاه فوتبال دپورتیوو لاکرونیا، و باشگاه فوتبال آلمریا اشاره کرد.